# Alexandromys montebelli
Alexandromys montebelli és una espècie de talpó de la família dels cricètids. És endèmica del Japó, on es troba en Honshu, Kyushu, l'illa de Sado, i l'illa Notojima (Abe et al., 2005). L'espècie es troba des de les terres baixes fins a les zones alpines altes (per exemple, es troben a la majoria de les elevacions del mont Fuji). El seu hàbitat natural inclou camps de cultiu (incloent els camps d'arròs), plantacions de coníferes immadures, àrees riberenques, pastures i boscos naturals de pi (Pinus pumila) (Abe et al., 2005). No hi ha amenaces significatives per a la supervivència d'aquesta espècie. Està present en les àrees protegides.